# IPhone XR
iPhone XR是蘋果公司設計、開發、生產及銷售的一款智慧型手機，是第12代的iPhone產品，於2018年9月12日在蘋果園區的史蒂夫·喬布斯劇院（英語：Steve Jobs Theater）中發表，同時發表的還有價格更高的高端機型iPhone XS及iPhone XS Max，相比之下，iPhone XR成為一部「平價版」的iPhone。預訂從2018年10月19日開始，同月26日正式發售。其名稱中的X是以羅馬字母命名，以英語中「ten」/ˈtɛn/發音）。他被指是蘋果續iPhone 5c的後代，但iPhone XR發行後商業上明顯更為成功，該款手機普遍獲得評論家和用戶的好評，并以多達4630万台的最高年度出货量成为2019年全球第一畅销的手机型号。
iPhone XR的螢幕尺寸為6.1吋Retina液態LCD顯示器，是蘋果公司首次推出6.1吋螢幕iPhone機型，蘋果公司稱它為「業界裡最先進的LCD」。它是蘋果iPhone X系列裝置中最便宜的裝置，它具有跟XS和XS Max相同的處理器，採用7納米製程的Apple A12 Bionic晶片，蘋果公司聲稱它成為智能手機中「最聰明及最強大的晶片」。
iPhone XR有六種顏色選擇，包括黑色、白色、藍色、黃色、珊瑚色及紅色（特别版）。體積上，它比iPhone XS大，但比iPhone XS Max小，其防水防塵等級與iPhone 8系列相同。根據蘋果公司的說法，iPhone XR電池的續航時間比其上一代的iPhone 8 Plus延長1.5小時。
它的容量有三種選擇：64GB、128GB及256GB。它是繼2013年的iPhone 5c後，第二款iPhone提供藍色和黃色的選擇。在國際上，該裝置是首批通過Nano-SIM及eSIM支援雙SIM卡的iPhone機型，在中國大陸、香港及澳門發售的裝置中，提供雙SIM卡只能在單個托盤中共用。
iPhone XR目前總共經過七個iOS版本更新，包括iOS 12、iOS 13、iOS 14、iOS 15、iOS 16、iOS 17、iOS 18。

## 設計

### 硬件
iPhone XR沿用iPhone X及iPhone XS相似的設計，然而它具有較大的邊框及鋁製框架，並提供多種顏色選擇。它跟其他X系列的iPhone相似，所有型號都帶有黑色正面。iPhone XR具有IP67級别的防塵防水等級，這意味著它可以在最深1米水深下可停留長達30分鐘。此外，即使屏幕被沾濕仍能正常操控。iPhone XR具有與iPhone XS相似的硬件，但刪除一些功能以降低售價。iPhone XR讓用戶可以透過長按直至他們感覺到Taptic Engine產生振動的觸覺反饋「Haptic Touch」，以彌補缺少3D觸控所帶來的不便。iPhone XR配備一個名為Liquid Retina顯示屏的6.1英寸LCD熒幕，而非iPhone X，iPhone XS及iPhone XS Max上使用的OLED屏幕。其分辨率為1792*828像素，其ppi為326，相比之下，其他iPhone X系列的裝置則為458 ppi。其對比度為1400:1，最大亮度625cd/m2。iPhone XR的屏佔比為79.3％，遠高於iPhone 8 Plus的67.5％，但仍低於其價格類別中的大部分其他手機。與X系列其他的大部分手機不同，XR的手機背後配有一個鏡頭，具有與XS和XS Max完全相同的主相機傳感器，採用的是1/2.55英寸傳感器尺寸和1.4μm像素尺寸。與XS不同的是，由於它只有一台相機，因此沒有光學變焦。《DxOMark》以「單鏡頭手機排名第一」的標題給予iPhone XR上的相機評分為101分。
儘管設置後方的單鏡頭，但仍有經修改的「人像模式」。在使用TrueDepth前置鏡頭時，它可以保持不變，但是對於後置鏡頭，它嘗試結合使用圖像傳感器和AI上的聚焦像素來計算景深，從而導致更多限制，包括較低的分辨率的深度數據，以及由於使用廣角鏡而非缺少的遠攝鏡而導致拍攝對象距離不夠近。就像iPhone XS和XS Max一樣，iPhone XR也可透過軟件提供可調節的景深，允許用戶在拍照後調節背景的散景效果。
iPhone XR沿用iPhone X的全面屏设计，圆角显示屏一直延伸到屏幕边缘。由于搭载Face ID，手机正面仍然有“瀏海”设计。与iPhone X、XS/XS Max不同，XR的机身并未采用不锈钢，而是沿用iPhone 8时代的铝合金+玻璃背板设计。iPhone XR提供六种颜色，分别是黑色、白色、蓝色、黄色、珊瑚红色以及Product Red（红色特别版）。XR采用7层染色工艺，使得玻璃背板与边框的颜色协调、牢固。因为采用的是LCD屏幕，无法采用iPhone X的COP封装工艺，XR的边框显得更加粗大。iPhone XR是iPhone X以来最厚的一款iPhone。

### 屏幕
iPhone XR搭載原彩顯示技術，並且支持P3廣色域顯示，但是該屏幕並不支持HDR顯示。其屏幕還採用像素遮罩及子像素抗鋸齒技術，保證屏幕的圓角邊緣顯示依舊清晰。
iPhone XR並未配備自蘋果iPhone 6s起運用的三維觸控技術，但仍然搭載有線性馬達。

### 性能
iPhone XR搭载有与XS/XS Max相同的A12仿生芯片。该芯片采用7纳米制程，包含有六核中央处理器与四核图形处理器，与A11仿生相比，在能耗控制和图形处理上得到长足进步。此外，A12仿生还搭载八核心的神经网络引擎，用于运行ARKit和Core ML架构，使得iPhone XR具备增强现实、智能HDR等功能。iPhone XR配备3GB内存，电池容量2942mAh，比iPhone 8 Plus可多运行1.5小时。

### 相机

#### 后置相机
iPhone XR搭载一颗1200万像素广角摄像头，光圈f/1.8，六镜片镜头，支持光学防抖。XR的单摄像头相机虽支持人像模式，但不包括舞台光、单色舞台光两种功能；同时，XR的人像模式也仅能识别人脸并虚化背景，并不能如iPhone X般拍摄其他物体并虚化背景。XR的相机还支持智能HDR、焦外成像、景深控制。在视频拍摄方面，XR可拍摄24、30和60fps的4K视频、30、60fps的1080p视频和30fps的720p视频。相机还可拍摄120、240fps的1080p慢动作视频。

#### 前置相机与FaceID
iPhone XR正面搭载700万像素的原深感摄像头，光圈f/2.2。该原深感摄像头模组包括摄像头、红外镜头、泛光感应元件与点阵投影器，组合实现各种情况下的人脸识别与景深识别。该摄像头支持全部五种人像光效，还支持动话表情、拟我表情、智能HDR与视频防抖功能。
iPhone XR的Face ID透过点阵投影器将三万余个肉眼不可见光点投射在使用者面部，得到面部三维信息；再由红外镜头、泛光感应元件接收点阵图案并把数据发送至A12处理器中的安全隔区进行比对。借助A12处理器的机器学习能力，它可以学习识别使用者面容变化，从而在使用者佩戴眼镜、帽子或化妆等情况下仍然能够识别。Face ID可用于解锁手机、登录和解锁应用、运用Apple Pay在线上或线下支付。

### 其他特点
- iPhone XR支持Qi 无线充电。
- iPhone XR的备用电池使其能在低电量自动关机后最多5小时内仍然使用Apple Pay交通卡功能搭乘公交与地铁等。
- 在中国大陆、香港与澳门三个地区发售的iPhone XR支持双nano-SIM卡。[15][註 2]

## 价格
其售價在美國從US$749起；加拿大從$1029起；英國從£749起；歐元區國家從€849起；而在中國則由¥6499起。由于iPhone XR销量不佳，苹果在2018年底开始向日本的运营商提供补贴以降低透过运营商渠道销售的iPhone XR价格。在苹果美国和中国大陆官方网站，苹果推出针对iPhone XR的较大力度的以旧换新折扣优惠。2019年1月，苹果开始向中国大陆经销商提供补贴，部分第三方渠道如京东、拼多多销售的iPhone XR价格下降近千元人民币。
2019年4月1日，苹果中国大陆Apple Store随着中国增值税降税而下调iPhone XR官方售价，全部产品降价300元人民币。该下调幅度被指实际远超增值税税率变化带来的价格变化。

## 技术规格
| 机型     | iPhone XR |
| -------- | --- |
| 型号     | A1984（北美） A2105（全球多数地方） A2106（日本） A2107（中国大陆） A2108（中國大陸、香港、澳門） |
| 尺寸     | 高度：150.9（5.94英寸） 宽度：75.7（2.98英寸） 厚度：8.3（0.33英寸） |
| 重量     | 194克（6.8盎司） |
| 容量     | 64GB、128GB、256GB |
| 显示器   | Liquid Retina HD顯示器 6.1英寸（150 mm）全螢幕LCD，採用IPS技術 1792×828像素，326ppi，對比度1400:1（標準），最大亮度625cd/m2（標準） 原色調顯示，支援寬廣色域顯示 (P3) |
| 芯片     | A12仿生芯片配备新一代神经网络引擎 |
| SIM卡    | 双nano-SIM（A2107、A2108） nano-SIM与eSIM（其余版本） |
| 颜色     | 黑色、白色、蓝色、黄色、珊瑚色和Product Red（红色特别版） |
| 系统     | iOS 12 |
| 当前版本 | iOS 18 |
| 后置相机 | 1200万像素廣角鏡頭，f/1.8光圈，5倍數碼變焦，支持自动对焦、曝光控制和光學防手震，配備红外截止滤波片及支持慢速同步模式的原彩闪光灯 拍照：支持连拍、全景图、脸部识别、人像模式、智慧HDR 录像：立體聲錄音，最高支持60fps 4K高畫質影片，支持電影級影片防震功能（1080p及720p），可拍摄高达1080p 240 fps的慢动作视频，支持配備防震功能的缩时摄影 |
| 前置相机 | 700万像素鏡頭，f/2.2光圈，支持自动对焦、曝光控制、Animoji及Memoji，配备Retina闪光灯 拍照：支持连拍、全景图、脸部识别、人像模式、智慧HDR 录像：最高支持60fps 1080p高清影片，支持電影級影片防震功能（1080p及720p） |
| 电池     | 3.81 V 2942 mA·h 鋰離子電池 |
| 抗水特性 | IP67防護等級（可在水深達1米長達30分鐘） |
| 无线充电 | 支持Qi无线充电 |

## 评价
媒体对iPhone XR的评价褒贬不一。XR相对合理的价格、多彩的配色与强劲性能得到广泛的好评，后置摄像头除了人像模式以外的表现也“令人惊喜”。但是，其粗大的边框引起广泛批评，同时屏幕分辨率也偏低，仔细观察会有颗粒感；其臃肿的机身尺寸也遭到批评，被认为厚重不堪、“与XS不在同一水准线”。

## 时间轴

### 大事记
- 2018年9月12日，苹果在苹果园区发布iPhone XR。
- 2018年10月19日，iPhone XR在美国、澳大利亚、英国、法国、德国、日本、印度、中国大陆、香港、台湾、新加坡、马来西亚、沙特阿拉伯、阿联酋等50个国家或地区开始预购。
- 2018年10月26日，iPhone XR在以上50个国家或地区发售。
- 2018年11月1日，iPhone XR在以色列发售。
- 2018年11月2日，iPhone XR在文莱、韩国、澳门、越南等12个国家或地区发售。[40]

### iPhone生命周期
| iPhone型號年表 |
| -------------- |
|                |

## 备注
1. ↑  The chip marked PMB9955 is believed by many sources to be an XMM7560.[6][7][8][9][10]
2. ↑  无法同时插入两张使用CDMA网络的SIM卡，如中国电信。对于A2107，若卡槽中同时插入一张中国移动的SIM卡和一张其他运营商的SIM卡，则中国移动的SIM卡将被强制设为主卡并使用其4G网络。
3. ↑  中国移动定制机型

## 外部連結
- 官方网站

| 前任者： iPhone X | iPhone XS / XS Max iPhone XR 第12代 | 繼任者： iPhone 11 iPhone 11 Pro / iPhone 11 Pro Max iPhone SE（第二代） |